# Життя і мета собаки (фільм)
«Життя і мета собаки», дослівно з оригіналу «Мета собаки» (англ. A Dog's Purpose) — американська пригодницька комедія-драма режисера Лассе Гальстрема, що вийшла 2017 року. Стрічка створена на основі однойменного роману В. Брюса Камерона та розповідає про життя і різні реінкарнації собаки. У головних ролях Денніс Квейд, Пеггі Ліптон, Джон Ортіс.
Вперше показ фільму розпочали 26 січня 2017 року у країнах світу, а в Україні у широкому кінопрокаті показ фільму розпочався 23 лютого 2017.

## У ролях
| Актор            | Персонаж                              |
| ---------------- | ------------------------------------- |
| Джош Ґад         | Бейлі, Бадді, Тіно і Еллі (озвучення) |
| Денніс Квейд     | дорослий Ітан                         |
| К. Дж. Апа       | малий Ітан                            |
| Пеггі Ліптон     | доросла Ханна                         |
| Брітт Робертсон  | мала Ханна                            |
| Джульєт Райленс  | мати Ітана                            |
| Джон Ортіс       | Карлос                                |
| Джейн Мак-Грегор | Рейчел                                |

## Створення фільму

### Знімальна група
- Кінорежисер — Лассе Гальстрем
- Сценаристи — В. Брюс Камерон, Кетрін Мішон, Одрі Веллс, Майя Форбс, Воллес Володарскі
- Кінопродюсер — Гевін Полоун
- Виконавчі продюсери — Алан С. Бломквіст, Лорен Пфайффер, Марк Соріан
- Композитор — Рейчел Портман
- Кінооператор — Террі Стейсі
- Кіномонтаж — Роберт Лейтон
- Підбір акторів — Джон Папсідера
- Художник-постановник — Майкл Карлін
- Артдиректори — Режан Лабрі, Ларрі Спіттл
- Художник по костюмах — Шей Канліфф[8].

### Виробництво
Знімання фільму розпочалося 17 серпня 2015 року.

## Критика
Від кінокритиків фільм отримав погані і змішані відгуки: Rotten Tomatoes дав оцінку 33 % на основі 88 відгуку від критиків (середня оцінка 4,8/10). Загалом на сайті фільм має погані оцінки, фільму зарахований «гнилий помідор» від фахівців, Metacritic — 43/100 на основі 29 відгуків критиків. Загалом на цьому ресурсі від фахівців фільм отримав змішані відгуки.
Від пересічних глядачів фільм здебільшого отримав позитивні відгуки: на Rotten Tomatoes 73 % із середньою оцінкою 3,9/5 (18 042 голоси), фільму зарахований «попкорн», на Metacritic — 6,3/10 на основі 142 голосів, Internet Movie Database — 7,4/10 (74974 голоси).

## Касові збори
Під час показу у США, що розпочався 27 січня 2017 року, протягом першого тижня фільм показали у 3 059 кінотеатрах і він зібрав 18 222 810 $, що на той час дозволило йому зайняти 2 місце серед усіх прем'єр. Станом на 28 березня 2017 року показ фільму триває 61 день (8,7 тижня), зібравши за цей час у прокаті у США 63 466 290 доларів США, а у решті світу 111 600 000 $ (за іншими даними 114 200 000 $), тобто загалом 175 066 290 доларів США (за іншими даними 177 666 290 $) при бюджеті 22 млн доларів США.

### Виноски
1. 1 2  A Dog's Purpose: Release Info (англ.). Internet Movie Database. Архів оригіналу за 26 січня 2017. Процитовано 26 січня 2017.
2. 1 2  Життя і мета собаки. Kino-teatr.ua. Архів оригіналу за 9 березня 2017. Процитовано 26 січня 2017.
3. 1 2  Dave McNary (24 січня 2017). Box Office: Can ‘A Dog’s Purpose’ Still Win the Weekend After Canine Controversy? (англ.). Variety. Архів оригіналу за 16 червня 2018. Процитовано 26 січня 2017.
4. 1 2 3 4  A Dog's Purpose (англ.). Box Office Mojo. Архів оригіналу за 6 липня 2019. Процитовано 30 березня 2017.
5. 1 2 3 4  A Dog’s Purpose (2017) (англ.). The Numbers. Архів оригіналу за 26 квітня 2017. Процитовано 30 березня 2017.
6. ↑  A Dog's Purpose (2017) (англ.). AllMovie. Архів оригіналу за 22 квітня 2017. Процитовано 26 січня 2017.
7. ↑  Життя і мета собаки. Ukrainian Film Distribution. Архів оригіналу за 26 січня 2017. Процитовано 26 січня 2017.
8. ↑  A Dog's Purpose: Full Cast & Crew (англ.). Internet Movie Database. Архів оригіналу за 27 січня 2017. Процитовано 26 січня 2017.
9. ↑  SSN Insider Staff (21 серпня 2015). On the Set for 8/21/15: Eddie Redmayne Starts Fantastic Beasts, Russo Brothers Wrap Up Captain America: Civil War (англ.). SSN Insider. Архів оригіналу за 22 серпня 2015. Процитовано 26 січня 2017.
10. 1 2  A Dog's Purpose (англ.). Rotten Tomatoes. Архів оригіналу за 9 травня 2017. Процитовано 30 березня 2017.
11. 1 2  A Dog's Purpose (англ.). Metacritic. Архів оригіналу за 12 листопада 2020. Процитовано 30 березня 2017.
12. ↑  A Dog's Purpose (англ.). Internet Movie Database. Архів оригіналу за 29 березня 2017. Процитовано 30 березня 2017.